# Kurt Leitl
Kurt Leitl (* 23. März 1935 in Ehrwald, Tirol; † 19. Jänner 2024 in Krems an der Donau, Niederösterreich) war ein österreichischer Politiker (ÖVP).

## Leben
Kurt Leitl wuchs in Sillian auf, wo er auch die Volksschule besuchte. Nach der Matura, die er 1955 am Akademischen Gymnasium in Innsbruck erhielt, begann er ein Studium der Rechtswissenschaften an der dortigen Universität. Bereits während seines Studiums fand er Arbeit beim Zollamt in Innsbruck. Ab 1967 verdiente sich Leitl sein Geld als Mitarbeiter beim Finanzamt in Landeck, in dem er bis zum Vorstandsstellvertreter aufstieg. 1979 wurde er mit dem Titel Oberrat, im Jahr 1986 mit jenem des Hofrats geehrt.
Seine politische Karriere begann 1974, als er für die ÖVP in den Gemeinderat von Landeck einzog. Im selben Jahr wurde er auch Finanzstadtrat. Von Oktober 1979 bis März 1981 vertrat er Tirol als Mitglied des Bundesrats in Wien.
1981 folgte sein Wechsel als Abgeordneter seiner Partei in den Tiroler Landtag, dem er danach 13 Jahre lang, bis 1994 angehörte. Ab 1989 bis zu seinem Ausscheiden aus dem Tiroler Landesparlament fungierte Leitl zudem als Zweiter Landtagspräsident.
Innerhalb seiner Partei bekleidete er nicht nur von 1980 bis 1991 das Amt des Bezirksparteiobmannes im Bezirk Landeck, sondern von 1984 bis 1992 auch das Amt des stellvertretenden Landesvorsitzenden des Österreichischen Arbeitnehmerinnen- und Arbeitnehmerbundes (ÖAAB).
Kurt Leitl war in den Jahren 1980 und 1981 Mitglied des Landesverteidigungsrates. Er verstarb am 19. Jänner 2024 in Innsbruck, beigesetzt am Friedhof Pradl in Innsbruck.
Seit 1955 war er Mitglied der katholischen Studentenverbindung AV Raeto-Bavaria Innsbruck im ÖCV.